# Cliftonia
Cliftonia, monotipski biljni rod iz porodice Cyrillaceae, dio reda vrjesolike. Jedina vrsta je američki endem C. monophylla iz Alabame, Floride, Georgije, Louisiane, Mississippija i Južne Karoline.
Rod je opisan 1807.

## Sinonimi
- Mylocaryum Willd.
- Walteriana Fraser ex Endl.
- Cliftonia ligustrina Sims ex Spreng.
- Cliftonia nitida C.F.Gaertn.
- Mylocaryum ligustrinum Willd.
- Ptelea monophylla Lam.